# 石川秀道
石川 秀道（いしかわ しゅうどう、1902年2月17日 - 没年不詳）は、日本の俳優である。芸名の読みは「いしかわ ひでみち」と表記されることもある。本名は石川 秀道（いしかわ ひでみち）。新派の井上正夫門下を経て映画界に転向、島津保次郎の撮影助手および助監督を経て俳優となり、東亜キネマ甲陽・等持院撮影所の現代劇で主役を張り、トーキー以降は時代劇に転じた。

## 来歴・人物

### 現代劇の主演俳優として
1902年（明治35年）2月17日、東京市日本橋区久松町（現在の東京都中央区日本橋久松町）の米穀商「三州屋」の三男として生まれる。1909年（明治42年）に家業が思わしくなく養子に出されるが、その後養子先を逃亡、1918年（大正7年）、16歳のときに映画界の道を志して井上正夫門下に入る。
そのころの井上は天然色活動写真（天活）、つづいて同社から独立した小林喜三郎が経営する小林商会で出演や監督をしていたが、1917年（大正6年）の同社倒産の直後であり、舞台に戻り、石川の加わった年の8月には「本郷座」で公演を行い、石川はそこで初舞台を踏んだ。1919年（大正8年）に復活した小林が開いた国際活映だが、1921年（大正10年）には同社の角筈撮影所に井上一門そろって入社した。のちに同社を退社、松竹蒲田撮影所に移籍して島津保次郎監督の助監督となったが、1923年（大正12年）には兵役により退社した。
同年の夏には兵役から帰り、帝国キネマ演芸の芦屋撮影所に入社したので、同年9月1日の関東大震災から免れた。松本英一監督の現代劇『伊丹の夕暮』に出演、高堂国典と共演し、準主役を勝ち取った。21歳であった。翌1924年（大正13年）には東亜キネマに移籍し、京都の「等持院撮影所」で、高木哲也監督の『死に語る愛』ではついに主役を勝ち取る。
1925年（大正14年）からは西宮にある東亜キネマの「甲陽撮影所」に異動、賀古残夢監督の『孝女白菊』に出演、多く主演もものし、1927年（昭和2年）東亜キネマが甲陽を閉鎖すると、京都の等持院改め京都撮影所に移り、引き続き現代劇に出演した。1930年（昭和5年）には米沢正夫監督、柳川春葉原作の『生さぬ仲』に出演した。翌1931年（昭和6年）秋からは東亜キネマの製作代行会社として設立された「東活映画社」に引き続き出演したが、翌年に同社は倒産してしまい、同社を母体にした「日本映画」社に移るも、同社は3作しか製作できずに倒産を余儀なくされた。そのレアな最終作品、中村能二監督の『上海から来た女』（1933年）に石川は重要な役で出演している。

### 現代劇から時代劇へ
片岡千恵蔵の片岡千恵蔵プロダクション、市川右太衛門の市川右太衛門プロダクションで数本ずつ出演したのちに、1934年（昭和9年）夏に日活京都撮影所に入社する。トーキー時代に突入すると完全に時代劇に転向、1937年（昭和12年）にはマキノ正博・稲垣浩共同監督、阪東妻三郎主演の『血煙高田の馬場』（1937年）、マキノ監督、千恵蔵主演の『自来也』、翌年の『忠臣蔵 地の巻』（監督池田富保）、『忠臣蔵 天の巻』（監督マキノ正博）などに出演、さらにマキノ・千恵蔵コンビの『弥次㐂夛道中記』や『鴛鴦歌合戦』といったミュージカル作品にも活動分野を広げる。
1942年（昭和17年）1月の戦時統合による合併では大映に残留、終戦直前の1945年（昭和20年）7月12日に公開された伊藤大輔・稲垣浩共同監督の『東海水滸伝』に出演している。戦後は出演作品もまばらとなり、1950年（昭和25年）の上山草人主演の現代劇『龍眼島の秘密』、そして1961年（昭和36年）7月19日公開の『宇宙快速船』の出演を最後に活動を確認できず、すでに故人と推定されるが、没年月日・死因等は明らかになっていない。

## フィルモグラフィ
- 伊丹の夕暮　1923年　監督松本英一、主演高堂国典
- 死に語る愛　1924年　監督高木哲也　※主演
- 孝女白菊　1925年　監督賀古残夢
- 生さぬ仲　1930年　監督米沢正夫、原作柳川春葉
- 大九州行進曲・赤陽に映へて　1930年　監督大江秀夫、主演鈴村京子
- 北満の落花 大和桜　1932年　監督井出錦之助
- 涙の曙 1932年　監督三星吐詩夫
- 上海から来た女　1933年　監督中村能二
- 大仏廻国 1934年　監督枝正義郎
- 血煙高田の馬場　1937年　監督マキノ正博・稲垣浩、主演阪東妻三郎
- 自来也　1937年　監督マキノ正博、主演片岡千恵蔵
- 忠臣蔵 地の巻　1938年　監督池田富保、主演阪東妻三郎、嵐寛寿郎、片岡千恵蔵
- 忠臣蔵 天の巻　1938年　監督マキノ正博、主演阪東妻三郎、嵐寛寿郎、片岡千恵蔵
- 弥次㐂夛道中記　1937年　監督マキノ正博、主演片岡千恵蔵
- 鴛鴦歌合戦　1937年　監督マキノ正博、主演片岡千恵蔵
- 彌次喜多 名君初上り　1940年　監督マキノ正博、主演片岡千恵蔵
- 続清水港　1940年　監督マキノ正博、主演片岡千恵蔵
- 東海水滸伝　1945年　監督伊藤大輔・稲垣浩、主演阪東妻三郎、逢初夢子
- 龍眼島の秘密　1950年　主演上山草人
- 宇宙快速船　1961年　監督太田浩児、主演千葉真一